# Шевнин, Николай Иванович
Николай Иванович Шевнин (30 ноября 1922 — 14 ноября 2002) — помощник командира взвода 43-й отдельной инженерно-минной роты 37-й механизированной бригады (1-й механизированный корпус, 2-я гвардейская танковая армия, 1-й Белорусский фронт) старшина, участник Великой Отечественной войны, кавалер ордена Славы трёх степеней.

## Биография
Родился 30 ноября 1922 года в селе Кучка Оршанского района (Марий Эл) в семье крестьянина. Русский. Окончил 8 классов, и в 1941 году школу Горьковский речной техникум по специальности «машинист парохода». Трудовую деятельность начал машинистом на пароходе «Кузбасс» Горьковского речного пароходства.
В феврале 1942 года был призван в Красную Армию Оршанским райвоенкоматом. Был направлен в 4-ю запасную бригаду в городе Владимир, окончил полковую школу младших командиров. В начале июня 1942 года прибыл на Калининский фронт. Был зачислен командиром отделения минёров-сапёров 43-й отдельной инженерно-минной роты 37-й механизированной бригады. В составе этой роты прошёл весь боевой путь от Ржева до Берлина.
Боевое крещение получил в боях за город Ржев. После взятия Ржева бригада передислоцировалась на Степной фронт. Первую боевую награду заслужил в боях в ходе Белгородско-Харьковской стратегической операции, когда со своим отделением обеспечил переправу танков и стрелковых подразделений через водные преграды, в частности через реку Ворскла. Награждён медалью «За отвагу». В дальнейшем участвовал в боях за освобождение Левобережной Украины.
В одном из боёв 15 октября 1943 года был ранен, первый и единственный раз за всю войну. Рана оказалась лёгкой и он вскоре вернулся в свою часть.
В январе 1944 года бригада в составе 1-го механизированного корпуса была выведена в тыл, полгода находилась в резерве, в Харьковском военном округе. В июне 1944 года бригада была введена в бой в составе 1-го Белорусского фронта.
В наступательных боях лета 1944 года за освобождение Белоруссии заслужил ещё две боевые награды ордена Красной Звезды и Отечественной войны 2-й степени. Особо отличился в боях за освобождение Польши и на территории Германии.
Во время Висло-Одерской операции, в наступлении от Вислы до Одера сержант Шевнин со своим отделением разминировал 16 минных полей, навёл переправы через реки Пилица, Бзура и другие, по которым прошли подразделения бригады и корпуса.
19 января 1945 года в районе города Кутно (Польша) старший сержант Шевнин под огнём противника разминировал дорогу, сняв 9 противотанковых мин. Освободил пути движении для транспорта. 20 января участвовал в возведении моста через противотанковый ров близ города Клодава.
Приказом по войскам 1-го механизированного корпуса от 5 февраля 1945 года старший сержант Шевнин Николай Иванович награждён орденом Славы 3-й степени.
Через несколько дней вновь отличился.
В ночь на 9 февраля 1945 года в бою за город Хойна (Польша) с отделением уничтожил более 10 гитлеровцев, овладел господствующей высотой и удерживал её до подхода основных сил бригады.
За этот бой был дважды представлен к награде: 18 февраля к ордену Красного Знамени и 19 сентября к ордену Славы 2-й степени. Последний наградной лист был реализован уже после Победы.
Приказом по войскам 1-го механизированного корпуса от 6 марта 1945 года (№ 22/н) старший сержант Шевнин Николай Иванович награждён орденом Славы 3-й степени (повторно, в наградном листе ещё не было отметки о вручении предыдущего ордена Славы 3-й степени).
28 января 1945 года, бригада вышла на германскую границу в районе Нетце-Полше. Сапёры и с ними Шевнин под огнём врага 10 часов строили переправу — мост длиной 108 метров. Бои в Померании принесли 37-й бригаде почётное наименование «Слуцко-Померанской».
24 января в боях на подступах к городу Берлин и на окраине самого города со своим отделении преодолел мощные инженерные заграждения противника. Действуя под сильным огнём противника со своим отделением разобрал 12 заминированных баррикад, лично сняв при этом 60 противопехотных мин, подорвал 43 металлических надолба. Своими действиями расчистил путь наступающим танкам и вместе с первым танком ворвался в Берлин. В уличных боях из личного оружия истребил 12 фаустников и 3 снайперов врага.
11 февраля 1945 года при форсировании реки Одер в районе города Ангермюнде (Германия) старший сержант Шевнин одним из первых переправился на вражеский берег. Провёл разведку, очистил подходы к переправе от мин, захватил и удержал плацдарм до подхода основных подразделений.
За бои на завершающем войны был представлен к награждению орденом Славы 1-й степени (награждён орденом Отечественной войны 1-й степени) и к присвоению звания Герой Советского Союза (награждён орденом Красного Знамени).
Приказом по войскам 2-й гвардейской танковой армии от 7 июня 1945 года (№ 75/н) старший сержант Шевнин Николай Иванович награждён орденом Славы 2-й степени (по наградному листу от 16 сентября за бой 9 февраля).
В ноябре 1946 года был демобилизован. Вернулся на родину. Много лет работал в колхозе имени Кирова механиком. Жил в родной деревне, затем в селе Кучка.
Указ Президиума Верховного Совета СССР от 31 марта 1956 года приказ от 6 марта 1945 года был отменён и Шевнин Николай Иванович награждён орденом Славы 1-й степени. Стал полным кавалером ордена Славы.
С 1987 года жил в городе Йошкар-Ола. Работал инженером по технике безопасности.
Старшина в отставке. Скончался 14 ноября 2002 года. Похоронен на кладбище села Кучка.

## Семья
- Жена, пятеро детей. Сын, четверо дочерей — Людмила, Галина, Алевтина и Валентина, которые жили в Йошкар-Оле[4].

## Награды
- Орден Красного Знамени (30.95.1945)[5]
- Орден Отечественной войны I степени (12.05.1945)[6]
- Орден Отечественной войны I степени (11.03.1985)[7]
- Орден Отечественной войны II степени (17.10.1943)[8]
- Орден Красной Звезды (30.06.1944)[5]
- Полный кавалер ордена Славы:
  - орден Славы I степени (31.03.1956)[9] Перенаграждён I ст. (31.03.1956);
  - орден Славы II степени (07.07.1945)[10];
  - орден Славы III степени (05.02.1945)[11];
- медали, в том числе:
  - «За отвагу» (11.10.1943)[12]
  - «За освобождение Варшавы» (9.6.1945)[13]
  - «За взятие Берлина» (9.6.1945)[14]
  - «В ознаменование 100-летия со дня рождения Владимира Ильича Ленина» (6 апреля 1970)
  - «За победу над Германией в Великой Отечественной войне 1941—1945 гг.» (9 мая 1945[15])[16]
  - «20 лет Победы в Великой Отечественной войне 1941—1945 гг.» (7 мая 1965[17])
  - «30 лет Победы в Великой Отечественной войне 1941—1945 гг.»[18]
  - 40 лет Победы в Великой Отечественной войне 1941—1945 гг.[19]
  - «30 лет Советской Армии и Флота»[20]
  - «40 лет Вооружённых Сил СССР»[21]
  - «50 лет Вооружённых Сил СССР» (26 декабря 1967[22])
- Знак «25 лет победы в Великой Отечественной войне» (1970)
- Знак «Отличный минёр»

## Память
- На могиле установлен надгробный памятник
- Его имя увековечено в Главном Храме Вооружённых сил России, и навсегда запечатлено на мемориале «Дорога памяти»